# Sparkasse Bottrop
Die Sparkasse Bottrop (vollständiger Name: Stadtsparkasse Bottrop) ist eine Sparkasse in Nordrhein-Westfalen mit Sitz in Bottrop. Sie ist eine Anstalt des öffentlichen Rechts.

## Geschäftsgebiet und Träger
Das Geschäftsgebiet der Sparkasse Bottrop umfasst die Stadt Bottrop, welche auch Trägerin der Sparkasse ist.

## Geschäftszahlen
Die Sparkasse Bottrop wies im Geschäftsjahr 2023 eine Bilanzsumme von 1,534 Mrd. Euro aus und verfügte über Kundeneinlagen von 1,085 Mrd. Euro. Gemäß der Sparkassenrangliste 2023 liegt sie nach Bilanzsumme auf Rang 278. Sie unterhält 7 Filialen/Selbstbedienungsstandorte und beschäftigt 224 Mitarbeiter.

## Sparkassen-Finanzgruppe
Die Sparkasse Bottrop ist Teil der Sparkassen-Finanzgruppe und gehört damit auch ihrem Haftungsverbund an. Er sichert den Bestand der Institute und sorgt dafür, dass sie auch im Fall der Insolvenz einzelner Sparkassen alle Verbindlichkeiten erfüllen können. Die Sparkasse vermittelt Bausparverträge der regionalen Landesbausparkasse, offene Investmentfonds der Deka und Versicherungen der Provinzial NordWest. Im Bereich des Leasing arbeitet die Sparkasse Bottrop mit der  Deutschen Leasing zusammen. Die Funktion der Sparkassenzentralbank nimmt die Landesbank Hessen-Thüringen wahr.